# Тео Россі
Джон Теодор (Тео) Россі (англ. John Theodore "Theo" Rossi, нар. 4 червня 1975) — американський актор кіно і телебачення, найбільш відомий за роллю «спритного» в американському телесеріалі «Сини анархії».

## Рання життя та освіта
Тео Россі народився в Стейтен-Айленді, Нью-Йорк, 4 червня 1975 року. Россі вивчав акторську майстерність в престижному Інституті театру і кіно Лі Страсберга в Нью-Йорку, де він брав участь в декількох театральних постановках.

## Кар'єра
У 1999 році переїхав до Лос-Анджелес, де почав свою телевізійну діяльність, знявшись в рекламних роликах для McDonald's, Nissan і пива Bud Light. З 2001 року Россі почав зніматися як запрошений актор в численних телевізійних шоу, таких як «Загублені», «Вероніка Марс», «Анатомія пристрасті», «Лас-Вегас», «Загін» Антитерор і багатьох інших.
А також грав в таких фільмах, як «Мексиканські пригоди (2003)», «Порушники кодексу (2005)», «Дім мерців 2 (2005)», «Монстро (2008)», «Святилище Червоних Пісків (2009)», «Інформатори (2008)», «Теорія вбивств (2009)». З 2008 по 2014 рік грав одну з головних ролей в популярному американському серіалі каналу FX «Сини анархії».

## Особисте життя
Россі одружений з Меган МакДермотт. У подружжя є двоє синів: Кейн Александер Россі (нар. 8 червня 2015) та Арло Бенджамін Россі (нар. 3 серпня 2017).

## Фільмографія
| Рік       |   | Українська назва                    | Оригінальна назва                       | Роль                      |
| --------- | - | ----------------------------------- | --------------------------------------- | ------------------------- |
| 2001      | ф | The Myersons                        | The Myersons                            | Montilli                  |
| 2001—2002 | с | Бостонська школа (телесеріал)       | Boston Public                           | Brandon Webber            |
| 2002      | с | Малкольм в центрі уваги             | Malcolm in the Middle                   | Senior                    |
| 2003      | ф | Мексиканські пригоди                | The Challenge                           | Anthony                   |
| 2003      | ф | Buds for Life                       | Buds for Life                           | Teddy                     |
| 2004      | с | Поліція Нью-Йорка (телесеріал)      | NYPD Blue                               | Pete Amici                |
| 2004      | с | Медичне розслідування (телесеріал)  | Medical Investigation                   | Joe Vasquez               |
| 2004      | с | Американські мрії (телесеріал)      | American Dreams                         | Bobby Santos              |
| 2005      | с | Сліпе правосуддя                    | Blind Justice                           | Eric Fitzgerald           |
| 2005      | с | Вероніка Марс                       | Veronica Mars                           | Norris Clayton            |
| 2005      | ф | Дім мерців 2                        | House of the Dead 2                     | Greg Berlin               |
| 2005      | ф | Порушники кодексу                   | Code Breakers                           | Desantis                  |
| 2006      | ф | Джейн Доу: Так, я добре це пам'ятаю | Jane Doe: Yes, I Remember It Well       | Antonio Ruiz              |
| 2006      | с | Без сліду                           | Without A Trace                         | Corey Williams            |
| 2006      | с | Загублені                           | Lost                                    | Sgt. Buccelli             |
| 2006      | с | Грабіж (телесеріал)                 | Heist                                   | Vinny Momo                |
| 2006      | с | Підрозділ                           | The Unit                                | Mike                      |
| 2006      | с | Кістки                              | Bones                                   | Nick Arno                 |
| 2006      | с | Єрихон                              | Jericho                                 | Randy Payton              |
| 2007      | ф | Медсестри                           | Nurses                                  |                           |
| 2007      | с | Акула                               | Shark                                   | Danny Vargas              |
| 2007      | с | Лас-Вегас                           | Las Vegas                               | Jason Scott               |
| 2007      | с | Анатомія пристрасті                 | Grey's Anatomy                          | Stan Giamatti             |
| 2008—2014 | с | Сини анархії                        | Sons of Anarchy                         | Juan Carlos "Juice" Ortiz |
| 2008      | ф | Теорія вбивств                      | Kill Theory                             | Carlos                    |
| 2008      | ф | Монстро                             | Cloverfield                             | Antonio                   |
| 2008      | ф | Інформатори                         | The Informers                           | Spaz                      |
| 2009      | ф | Святилище Червоних Пісків           | Red Sands                               | Pfc. Tino Hull            |
| 2009      | ф | Safe                                | Safe                                    | Mike                      |
| 2009      | с | Термінатор: Хроніки Сари Коннор     | Terminator: The Sarah Connor Chronicles | Lieutenant Dietze         |
| 2009      | с | C.S.I.: Місце злочину Маямі         | CSI: Miami                              | Jimmy Castigan            |
| 2010      | с | Теорія брехні                       | Lie to Me                               | Officer Tressler          |
| 2012      | с | Гаваї 5.0                           | Hawaii Five-0                           | Sal Painter               |
| 2012      | с | Алькатрас                           | Alcatraz                                | Sonny Burnett             |
| 2012      | с | Закон і порядок: Спеціальний корпус | Law & Order: Special Victims Unit       | Enrique Rodriguez         |
| 2013      | ф | Глава денатурату                    | Meth Head                               | Carlos                    |
| 2016—2018 | с | Люк Кейдж                           | Luke Cage                               | Альварес/Шейдс            |
| 2020      | ф | Привиди війни                       | Ghosts of War                           | Кірк                      |
| 2021      | с | Правдива історія                    | True Story                              | Джина                     |
| 2021      | ф | Армія мерців                        | Army of the Dead                        | Камінз                    |
| 2022      | ф | Злочинниця Емілі                    | Emily the Criminal                      | Юцеф                      |
| 2022      | ф | Втеча з поля                        | Escape the Field                        | Тайлер                    |
| 2022      | ф | Вендета                             | Vendetta                                | Рорі Феттер               |
| 2024      | с | Пінгвін                             | The Penguin                             | Джуліан Раш               |
| 2024      | ф | Ручна поклажа                       | Carry-On                                | Спостерігач               |